# Liste der Naturdenkmale in Köngernheim
Die Liste der Naturdenkmale in Köngernheim nennt die im Gemeindegebiet von Köngernheim ausgewiesenen Naturdenkmale (Stand 1. Mai 2024).

## Naturdenkmale
| Nr.         | Bezeichnung                             | Lage                        | Beschreibung              | Bild            |
| ----------- | --------------------------------------- | --------------------------- | ------------------------- | --------------- |
| ND-7339-032 | Zwei Eichen an der evangelischen Kirche | Kirchgasse, bei Nr. 13 Lage | Quercus robur, zwei Bäume | Fotos hochladen |